# Oxwerdermolenpolder
De Oxwerdermolenpolder is een voormalig waterschap (molenpolder) in de Nederlandse provincie Groningen.
De polder was gelegen ten noordoosten van het Niezijlsterdiep. De oostgrens liep van een punt ongeveer 300 m westelijk van het kruispunt van N355 met de Balmahuisterweg schuin door het land naar het snijpunt van het Van Starkenborgkanaal en het Niezijlsterdiep. De noordgrens kwam overeen met de N355. De molen van het schap stond aan het Niezijlsterdiep, ongeveer 300 m ten noorden van de Spoorlijn Harlingen - Nieuwe Schans.
Waterstaatkundig gezien ligt het gebied sinds 1995 binnen dat van het waterschap Noorderzijlvest.